# Tizapán el Alto
Tizapán el Alto é um município do estado de Jalisco, no México.
Em 2005, o município possuía um total de 19.076 habitantes.